# Bendigo International 2022 - Doppio maschile
Il doppio  del Bendigo International 2022 è stato un torneo di tennis facente parte dell'ATP Challenger Tour 2022.
Nel 2021 il torneo non era stato disputato a causa della pandemia da covid-19. Nel 2020 avevano trionfato Nikola Ćaćić e Denys Molčanov.
Ruben Bemelmans e Daniel Mausr hanno sconfitto in finale Enzo Couacaud e Blaž Rola con il punteggio di 7.62 6-4.

## Teste di serie
1. Ruben Bemelmans /  Daniel Masur (campioni)
2. Enzo Couacaud /  Blaž Rola (finale)

1. Zizou Bergs /  Flavio Cobolli (quarti di finale)
2. Filippo Baldi  /  Salvatore Caruso

## Wildcard
1. James McCabe /  Matthew Cristopher Romios (primo turno)

## Tabellone

### Legenda
| - Q = Qualificato - WC = Wild card - LL = Lucky loser | - ALT = Alternate - SE = Special Exempt - PR = Protected Ranking | - w/o = Walkover - r = Ritirato - d = Squalificato |

|  | Quarti di finale | Quarti di finale                       | Quarti di finale                       | Quarti di finale                | Quarti di finale |  |  | Semifinali | Semifinali                      | Semifinali                      | Semifinali              | Semifinali              |    |   | Finale | Finale                       | Finale                       | Finale | Finale |  |
|  |                  |                                        |                                        |                                 |                  |  |  |            |                                 |                                 |                         |                         |    |   |        |                              |                              |        |        |  |
|  | 1                | Ruben Bemelmans Daniel Masur           | Ruben Bemelmans Daniel Masur           | 6                               | 6                |  |  |            |                                 |                                 |                         |                         |    |   |        |                              |                              |        |        |  |
|  | WC               | James McCabe Matthew Cristopher Romios | James McCabe Matthew Cristopher Romios | 3                               | 4                |  |  | 1          | Ruben Bemelmans Daniel Masur    | Ruben Bemelmans Daniel Masur    | 6                       | 6                       |    |   |        |                              |                              |        |        |  |
|  | WC               | Thoms Fancutt Li Tu                    | Thoms Fancutt Li Tu                    | Thoms Fancutt Li Tu             |                  |  |  |            | Dimitar Kuzmanov Mohamed Safwat | Dimitar Kuzmanov Mohamed Safwat | 2                       | 2                       |    |   |        |                              |                              |        |        |  |
|  |                  | Dimitar Kuzmanov Mohamed Safwat        | Dimitar Kuzmanov Mohamed Safwat        | Dimitar Kuzmanov Mohamed Safwat | W/O              |  |  |            |                                 |                                 |                         |                         |    |   | 1      | Ruben Bemelmans Daniel Masur | Ruben Bemelmans Daniel Masur | 7      | 6      |  |
|  | Alt              | Thomas Fabbiano Dmitry Popko           | Thomas Fabbiano Dmitry Popko           | 6                               | 6                |  |  |            |                                 | 2                               | Enzo Couacaud Blaž Rola | Enzo Couacaud Blaž Rola | 62 | 4 |        |                              |                              |        |        |  |
|  | 3                | Zizou Bergs Flavio Cobolli             | Zizou Bergs Flavio Cobolli             | 3                               | 2                |  |  | Alt        | Thomas Fabbiano Dmitry Popko    | 3                               | 7                       | [2]                     |    |   |        |                              |                              |        |        |  |
|  |                  | Kody Pearson Jaroslav Pospisil         | Kody Pearson Jaroslav Pospisil         | 4                               | 3                |  |  | 2          | Enzo Couacaud Blaž Rola         | 6                               | 64                      |                         |    |   |        |                              |                              |        |        |  |
|  | 2                | Enzo Couacaud Blaž Rola                | Enzo Couacaud Blaž Rola                | 6                               | 6                |  |  |            |                                 |                                 |                         |                         |    |   |        |                              |                              |        |        |  |